# Wood Lake (Nebraska)
Wood Lake es una villa ubicada en el condado de Cherry en el estado estadounidense de Nebraska. En el Censo de 2010 tenía una población de 63 habitantes y una densidad poblacional de 74,39 personas por km².

## Geografía
Wood Lake se encuentra ubicada en las coordenadas 42°38′18″N 100°14′14″O / 42.63833, -100.23722. Según la Oficina del Censo de los Estados Unidos, Wood Lake tiene una superficie total de 0.85 km², de la cual 0.82 km² corresponden a tierra firme y (3.06%) 0.03 km² es agua.

## Demografía
Según el censo de 2010, había 63 personas residiendo en Wood Lake. La densidad de población era de 74,39 hab./km². De los 63 habitantes, Wood Lake estaba compuesto por el 98.41% blancos, el 0% eran afroamericanos, el 1.59% eran amerindios, el 0% eran asiáticos, el 0% eran isleños del Pacífico, el 0% eran de otras razas y el 0% pertenecían a dos o más razas. Del total de la población el 0% eran hispanos o latinos de cualquier raza.